# Anthony Michael Hall
Michael Anthony Thomas Charles Hall (Boston, 14 de abril de 1968) é um ator estadunidense. Ele é mais conhecido por estrelar em alguns filmes com John Hughes, incluindo Sixteen Candles, The Breakfast Club e Weird Science. Também foi protagonista da série The Dead Zone de 2002 a 2007.

## Biografia
Anthony Michael Hall nasceu na cidade de Boston no Estados Unidos em 14 de abril de 1968. De descendência irlandesa e italiana, ele é filho da cantora de Jazz Mercedez Hall e possui uma meio-irmã de nome Mary Chestaro. Solteiro, ele já namorou a atriz Molly Ringwald e a modelo canadense Sandra Guerrard.
Grande ícone da década de 80, fez vários comerciais para a TV e filmes de grande sucesso entre os adolescentes, entre eles Clube dos Cinco e Férias Frustradas, e foi um dos apresentadores do programa humorístico Saturday Night Live durante uma temporada, sendo o mais jovem apresentador do programa em toda a sua história. No final da década ele se afastou da vida publica para tratar de seu problema com alcoolismo, problema este que ele possuía desde seus 13 anos de idade, porém segundo o ator não houve necessidade de internação em nenhuma clínica de reabilitação.
Diferente de todos papéis em que costumava atuar, Anthony aceitou o papel de vilão na comédia romântica de 1990 Edward Mãos de Tesoura, filme cujos protagonistas eram Johnny Depp e Winona Ryder. O filme fez um grade sucesso na época, houve muitos comentários sobre o porte físico de Anthony e o possível uso de esteróides, pois ele estava muito diferente do garoto franzino da década passada. Ele também atuou ao lado de Noah Wyle em Piratas do Vale do Silício em 1999 como o multimilionário Bill Gates.
Em 2002 foi convidado a participar da série de televisão O Vidente, baseada no livro de Stephen King. A série é filmada em Vancouver – Canadá e está em sua sexta temporada, teve altíssimos índices de audiência em sua estréia e mantêm um publico fiel. Além de atuar, Anthony também dirigiu um episódio da terceira temporada da série.
Anthony reencontrou alguns amigos de set do filme O Clube dos Cinco em 2005, quando o filme recebeu uma homenagem no MTV Videos Awards, em seu vigésimo aniversário de lançamento. Foi mencionado também em 2006 pelo canal VH1 em sua lista dos maiores atores adolescentes de todos os tempos ficando em quarto lugar.
Atuou em três filmes do diretor John Hughes, que disse que todos os personagens interpretados por Hall eram na realidade baseados em si próprio, Hughes. Dirigiu a comédia Hail Caesar em 1994, na qual também atuou.
Foi o ator principal da popular série de televisão The Dead Zone, que esteve no ar de 2002 a 2007.

## Principais filmes
- 1983 - National Lampoon's Vacation
- 1984 - Sixteen Candles
- 1985 - The Breakfast Club
- 1985 - Weird Science
- 1986 - Out Of Bounds
- 1990 - Edward Scissorhands
- 1993 - Six Degrees of Separation
- 1996 - The Grave
- 1999 - Pirates of Silicon Valley
- 2008 - Batman - O Cavaleiro das Trevas
- 2017 - Live by Night
- 2021 - Halloween Kills
- 2022 - The Class
- 2022 - Clerks III
- 2024 - Trigger Warning